# Richard Bassett
Richard Bassett (ur. 2 kwietnia 1745 w hrabstwie Cecil w stanie Maryland, zm. 15 sierpnia 1815, tamże) – amerykański prawnik i polityk, weteran rewolucji amerykańskiej, federalista.

## Życiorys
Był sygnatariuszem Konstytucji Stanów Zjednoczonych. W latach 1789–1793 reprezentował stan Delaware w Senacie Stanów Zjednoczonych, a w latach 1799–1801 pełnił funkcję gubernatora tego stanu.